# Battaglia di Artaxata
La battaglia di Artaxata fu combattuta nel 68 a.C., nel corso della terza guerra mitridatica, tra l'esercito della Repubblica romana, condotto dal governatore della provincia d'Asia Lucio Licinio Lucullo, e l'esercito del regno di Armenia condotto dal «Re dei re» Tigrane II: la vittoria romana non poté essere sfruttata pienamente a causa del clima rigido, che costrinse i Romani a tornare alle proprie basi.

## Contesto storico
La vittoria ottenuta da Mitridate su Lucio Licinio Murena durante la seconda guerra mitridatica, rafforzò il convincimento nel re asiatico che i Romani non fossero invincibili, e la sua speranza di creare un grande regno asiatico che potesse contrastare la crescente egemonia romana nel bacino del Mediterraneo. Da qui il re prese le mosse per una nuova politica espansionistica in chiave anti-romana.
Attorno all'80 a.C. il re del Ponto decise, così, di tornare a sottomettere tutte le popolazioni libere che gravitavano attorno al Ponto Eusino. Nominato quindi quale generale di questa nuova impresa suo figlio Macare, si spinse alla conquista di quelle colonie greche che si diceva discendessero dagli Achei, di ritorno dalla guerra di Troia, al di là della Colchide. La campagna però si rivelò disastrosa, poiché furono perduti due contingenti armati, una parte in battaglia e per la severità del clima, un'altra in seguito ad un'imboscata. Quando fece ritorno nel Ponto, inviò ambasciatori a Roma per firmare una nuova pace.
Contemporaneamente il re Ariobarzane I, mandò nuovi ambasciatori per lamentarsi che la maggior parte dei territori della Cappadocia, non gli erano stati completamente consegnati da Mitridate, come promesso al termine della seconda fase della guerra. Poco dopo (nel 78 a.C.) inviò una nuova ambasceria per firmare gli accordi, ma poiché Silla era appena morto e il Senato era impegnato in altre faccenda, i pretori non ammisero i suoi ambasciatori e non se ne fece nulla. Mitridate, che era venuto a conoscenza della morte del dittatore romano, persuase il genero, Tigrane II d'Armenia, ad invadere la Cappadocia come se fosse una sua azione indipendente. Ma questo artificio non riuscì ad ingannare i Romani. Il re armeno invase il paese e trascinò via con sé dalla regione, oltre ad un grosso bottino, anche 300 000 persone, che poi portò nel suo paese, stabilendole, insieme ad altre, nella nuova capitale, chiamata Tigranocerta (città di Tigrane), dove aveva assunto il diadema di re d'Armenia.
E mentre queste cose avvenivano in Asia, Sertorio, il governatore della Spagna, che incitava la provincia e tutte le vicine popolazioni a ribellarsi ai Romani del governo degli optimates, istituì un nuovo Senato ad imitazione di quella di Roma. Due dei suoi membri, un certo Lucio Magio e Lucio Fannio, proposero a Mitridate di allearsi con Sertorio, con la prospettiva comune che una guerra combattuta su due fronti opposti (ad Occidente, Sertorio ed a Oriente, Mitridate) avrebbe portato ad ampliare i loro domini sui paesi confinanti, in Asia come in Spagna.
Mitridate, allettato da tale proposta, inviò suoi ambasciatori a Sertorio, per valutare quali possibilità vi fossero per porre sotto assedio il potere romano, da Oriente ed Occidente. Fu così stabilita tra le parti un patto di alleanza, nel quale Sertorio si impegnava a concedere al re del Ponto tutti i territori romani d'Asia, oltre al regno di Bitinia, la Paflagonia, la Galatia ed il regno di Cappadocia, ed inviava anche un suo abile generale, un certo Marco Vario (o Mario), oltre a due altri consiglieri, Magio e Fannio Lucio, per assisterlo militarmente e diplomaticamente.

### Casus belli
All'inizio della primavera del 74 a.C., Mitridate si affrettò a marciare contro la Paflagonia con i suoi due generali, Tassile ed Ermocrate, disponendo poi di invadere anche la Bitinia, divenuta da poco provincia romana, in seguito alla morte del suo re, Nicomede IV, che aveva lasciato il suo regno in eredità ai Romani. L'allora governatore provinciale, Marco Aurelio Cotta, uomo del tutto imbelle, non poté far altro che fuggire a Calcedonia con quante forze aveva a disposizione. Mitridate, dopo aver attaccato inutilmente la città e le forze romane, si diresse a Cizico dove, dopo quasi un anno di inutile assedio, fu sconfitto più volte dalle accorrenti truppe romane del console Lucio Licinio Lucullo (73 a.C.).
Fuggito grazie alla flotta, Mitridate, fu colpito da una terribile tempesta nella quale perse circa 10 000 uomini e sessanta navi, mentre il resto della flotta fu dispersa tutta intorno per il forte vento. Si racconta che abbandonò la propria nave che stava affondando, per recarsi in una più piccola imbarcazione di pirati, sebbene i suoi amici cercassero di dissuaderlo. I pirati poi lo sbarcarono a Sinope. Da quel luogo, raggiunse Amiso, da dove inviò appelli al genero, Tigrane II d'Armenia, ed a suo figlio, Macare, sovrano del Bosforo Cimerio, affinché si affrettassero ad venirgli in aiuto. Ordinò, infine, a Diocle di prendere una grande quantità di oro e altri regali nei pressi degli Sciti, ma quest'ultimo rubò l'oro e si rifugiò presso il generale romano.

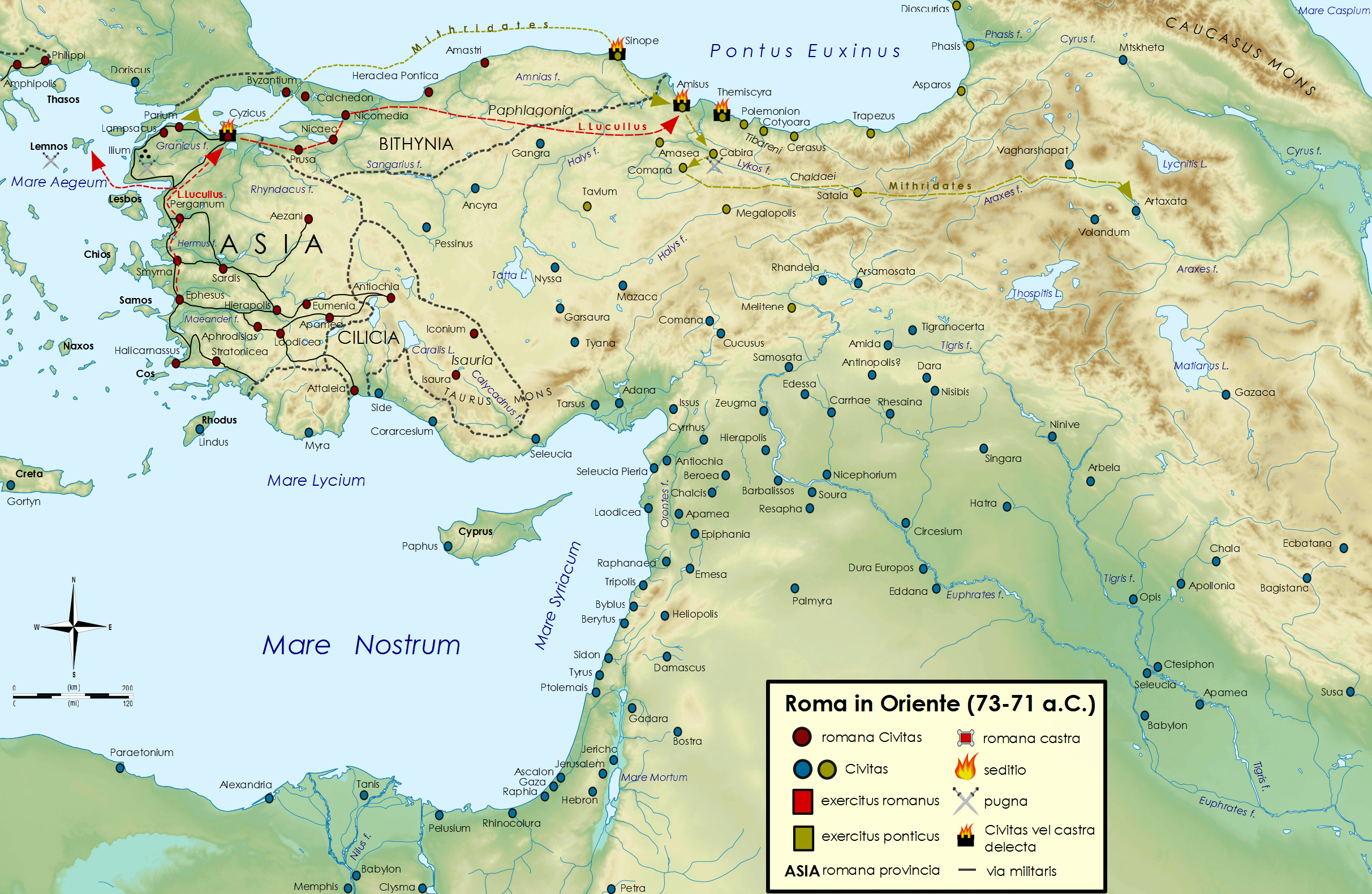
Gli anni 73-71 a.C. della terza guerra mitridatica

Lucullo mosse le sue armate verso il fronte orientale attraverso Bitinia e Galazia, sottomettendo i territori precedentemente in mano romana e raggiungendo la pianura di Themiscyra ed il fiume Termodonte. Poco dopo raggiunse una regione assai ricca di risorse, che non aveva subito le devastazioni della guerra. Secondo Plutarco, invece, il generale romano fu costretto a chiedere aiuto al vicino ed alleato regno di Galazia, che gli fornì approvvigionamenti di grano grazie a 30 000 suoi portatori.
Lucullo pose quindi sotto assedio la città di Amiso, riuscendo ad occuparla dopo alcuni anni (nel 70 a.C.), ed a battere ancora una volta le truppe di Mitridate presso Cabira.
Portate a termine le operazioni militari (fine del 70 a.C.), lasciò Sornazio con 6 000 armati a guardia del Ponto, e quindi decise di riorganizzare le province asiatiche ed amministrare la giustizia, oltre a ringraziare gli dèi, per la conclusione positiva della guerra. Frattanto Appio Claudio era stato inviato da Tigrane II ad Antiochia, per chiedere la consegna del suocero, Mitridate VI. Appio tornò da Lucullo, con il responso negativo di Tigrane. Era ormai chiaro che, ancora una volta, la guerra fosse inevitabile. Contemporaneamente Mitridate e Tigrane stabilirono di invadere Cilicia e Licaonia, fino all'Asia, prima che ci fosse una formale dichiarazione di guerra.

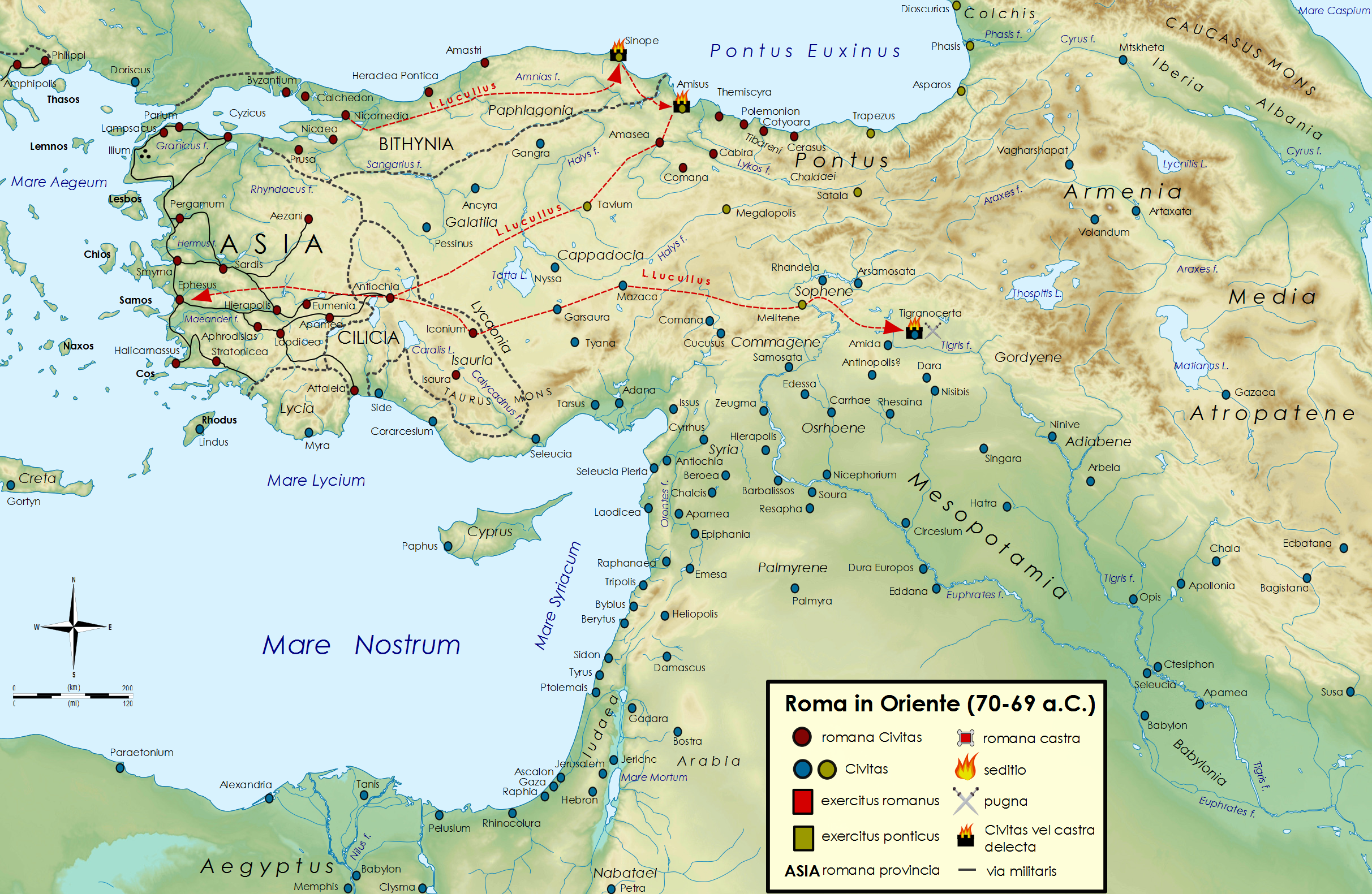
Gli anni 70-69 a.C. della terza guerra mitridatica

Nel 69 a.C. Lucullo, si diresse con sole due legioni e 500 cavalieri contro Tigrane, che si era rifiutato di consegnargli Mitridate. Sembra che i suoi soldati seguirono Lucullo in modo riluttante, mentre i tribuni della plebe a Roma, sollevavano una protesta contro di lui, accusandolo di cercare una guerra dopo l'altra, per arricchirsi. Lucullo attraversò l'Eufrate, poi il Tigri ai confini dell'Armenia, e giunse nei pressi della capitale, Tigranocerta.
E mentre Sestilio poneva sotto assedio la città Lucullo sconfiggeva Tigrane nella battaglia di Tigranocerta, seppure con forze nettamente inferiori. Plutarco racconta che 100 000 furono i morti tra gli Armeni, quasi tutti fanti, solo cinque tra i Romani ed un centinaio rimasti feriti. E sembra che lo stesso Tito Livio abbia ammesso che mai prima d'ora i Romani erano risultati vincitori con forze pari a solo un ventesimo dei nemici, elogiando così le grandi doti tattiche di Lucullo, che era riuscito con Mitridate a sconfiggerlo "temporeggiando", ed invece con Tigrane a batterlo grazie alla rapidità. Due doti apparentemente in antitesi, che Lucullo seppe utilizzare a seconda del nemico affrontato.
Quando Mitridate seppe della pesante sconfitta patita dalle truppe di Tigrane, corse incontro al sovrano armeno e lo rincuorò affinché assemblassero insieme una nuova armata; Poi fu la volta della città di Tigranocerta che cadde anch'essa in mano romana.

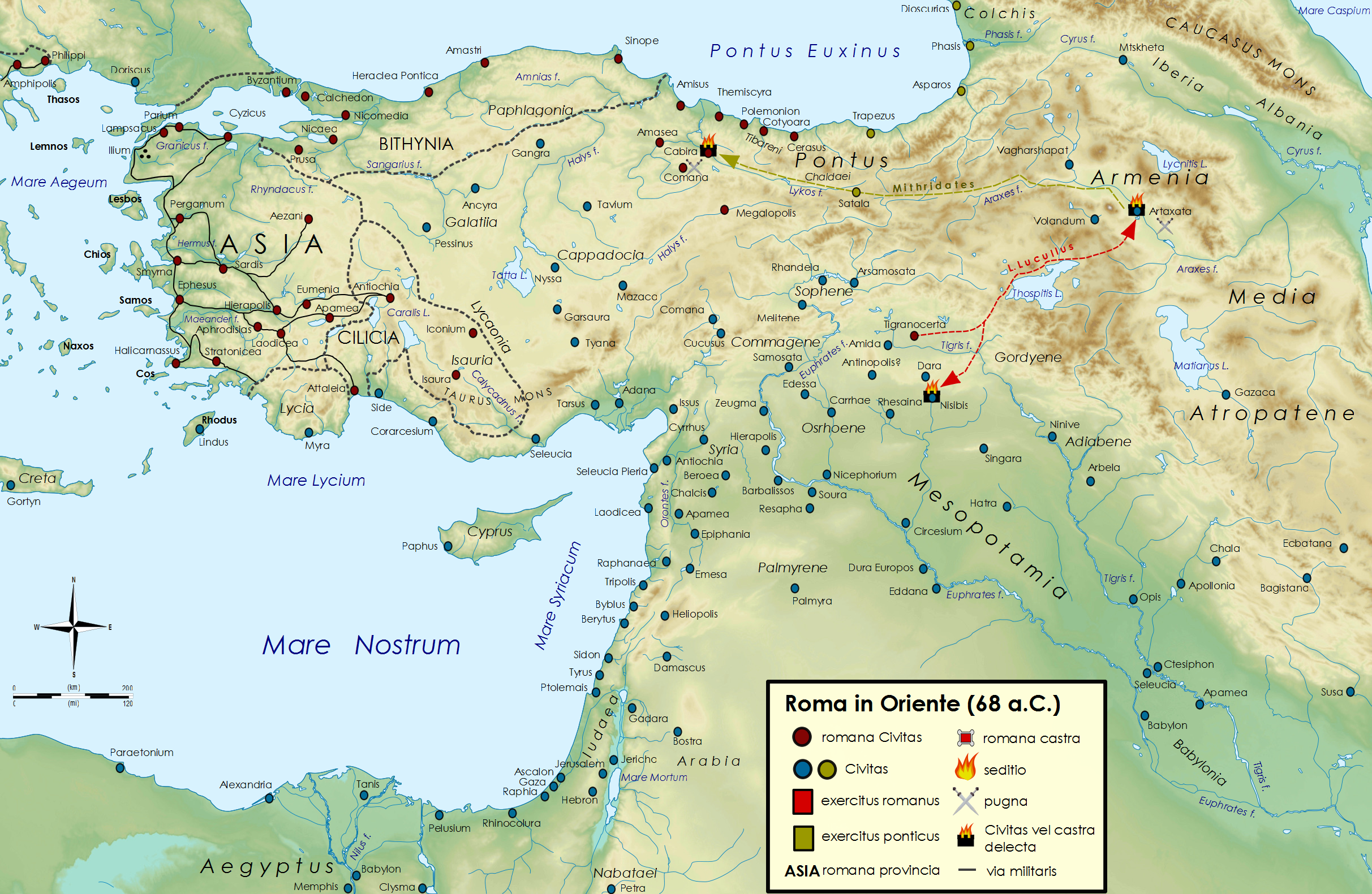
L'anno 68 a.C. della terza guerra mitridatica

Durante l'inverno del 69-68 a.C., molti sovrani orientali vennero a fare omaggio a Lucullo dopo la vittoria di Tigranocerta, chiedendogli alleanza ed amicizia. Agli inizi del nuovo anno Tigrane II e Mitridate VI attraversarono l'Armenia raccogliendo una nuova armata, ed il comando generale fu affidato questa volta all'ex-re del Ponto, proprio perché Tigrane pensava che i disastri precedenti gli avevano sufficientemente insegnato ad essere prudente.
Mandarono, inoltre, dei messaggeri al re dei Parti, per sollecitarne un concreto aiuto (paventando anche future campagne dei Romani contro gli stessi, in caso di successo contro Armeni e Pontici), ma Lucullo, che a sua volta aveva provveduto ad inviarne dei suoi, si accorse del doppio gioco del sovrano partico Fraate III (che sembra avesse promesso la sua alleanza a Tigrane, in cambio della cessione della Mesopotamia), e decise di marciare contro lo stesso, lasciando perdere per il momento Mitridate e Tigrane, ma il rischio di un ammutinamento generale delle truppe romane, stanche di questa lunga guerra, costrinsero il proconsole romano a rinunciare alla campagna partica, tornando a concentrarsi sul nemico armeno.
Intanto Mitridate aveva prodotto e raccolto nuove armi in ogni città, mentre i soldati questa volta erano reclutati tra le sole truppe armene secondo Appiano di Alessandria. Tra queste il re del Ponto selezionò i più coraggiosi in numero di 70 000 fanti e 35 000 cavalieri, congedando tutti gli altri. Divise quindi l'esercito così formato, in manipoli e coorti in modo molto similare a ciò che accadeva nel sistema romano, e li affidò ad esperti ufficiali pontici per essere addestrati.

## Battaglia

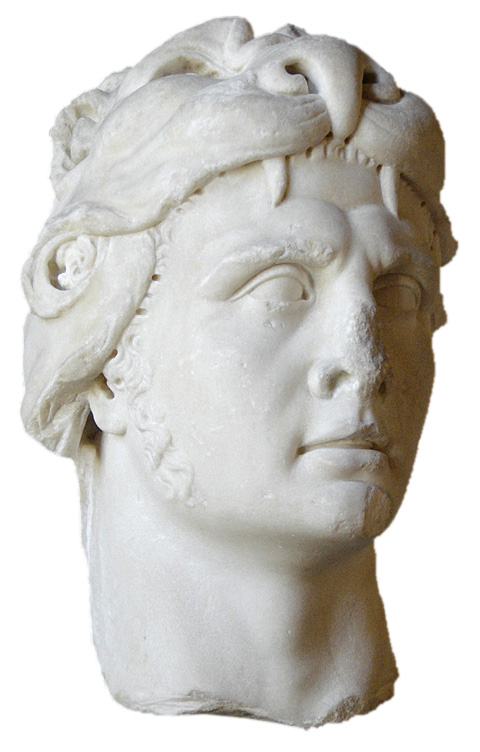
Mitridate raffigurato in una statua romana del I secolo, oggi al museo del Louvre.

Plutarco racconta che si era in piena estate e che il proconsole romano passò il Tauro, e si diresse contro gli Armeni; e seppure attaccato in due o tre circostanze mentre era in marcia, riuscì ad avanzare in territori tanto freddi e scarsamente coltivati, a saccheggiare alcuni loro villaggi, raccogliendo grano per approvvigionare le sue truppe. Appiano aggiunge che Lucullo in una circostanza, si era accampato su di una collina. E Tigrane con la cavalleria, attaccò parte dell'esercito romano che si riforniva di grano ed alimenti, ma fu battuto; per questi motivi quella parte dei Romani che era andato alla ricerca di cibo ed altre necessità, si trovò a poter vagare più liberamente, fino ad accamparsi nei pressi dello stesso esercito di Mitridate. Allora Lucullo offrì di dare battaglia, schierando l'esercito ma senza risultato. Decise così di marciare in direzione dell'altra capitale di Tigrane, Artaxata, dove si trovavano mogli e figli del re armeno.
Tigrane non poteva permettersi di lasciare che anche la sua seconda capitale venisse occupata da Lucullo senza provare neppure a difenderla, e così si accampò di fronte all'armata romana, sulla riva opposta del fiume Arsania, a protezione della città, da lì non molto distante. Allora Lucullo, secondo la versione di Plutarco, fatte le dovute offerte propiziatorie, decise di attraversare il fiume con 12 coorti come avanguardia, mentre le restanti rimanevano a protezione dei suoi fianchi. Contro di loro furono lanciati nello scontro la maggior parte della cavalleria raccolta, che era composta per lo più da arcieri a cavallo della Mardia e da lancieri iberici, sui quali Tigrane faceva grande affidamento tra tutti i mercenari a sua disposizione, ritenendoli i più bellicosi. Tuttavia, questi cavalieri non brillarono nella loro azione, e dopo un primo scontro con la cavalleria romana, cedettero all'avanzante fanteria romana, e si diedero alla fuga inseguiti dalla cavalleria romana. Vedendo il disperdersi delle sue truppe, Tigrane cavalcò alla testa della sua cavalleria, tanto che lo stesso Lucullo ne rimase sorpreso e spaventato, per la carica ed il grande numero.
(Cassio Dione Cocceiano, Storia romana, XXXVI, 5.1-2.)
Secondo Appiano, invece, i due re decisero di provare a circondare Lucullo, ma quest'ultimo avendo intuito i loro piani, mandò avanti il meglio della sua cavalleria ad ingaggiare battaglia con Tigrane, in modo da evitare che potesse schierarsi troppo vicino alla linea di marcia dove si trovava. Lucullo sfidava apertamente le truppe di Mitridate, cominciando a circondare quest'ultimo con un fossato, senza però riuscire a costringerlo a dare battaglia.
Tornando alla versione di Plutarco, il proconsole romano richiamò la sua cavalleria dall'inseguire il nemico che fuggiva, e ponendosi alla testa delle sue truppe assalì gli Atropateni, che si trovavano proprio di fronte a lui, insieme ai dignitari del re che lo seguivano, e prima che serrassero le file, li mandò nel panico, facendoli fuggire anch'essi. Dei tre re che insieme si scontrarono con i Romani, Mitridate sembra sia fuggito con maggior sfortuna, poiché non poté resistere alle grida. L'inseguimento fu lungo e durò tutta la notte, tanto che i Romani ne erano spossati, non solo per le continue uccisioni dei nemici, ma anche del gran numero di prigionieri e bottino raccolto. Livio dice che, se nella prima battaglia contro Tigrane furono uccisi più nemici armeni, in questa seconda furono però uccisi, fatti prigionieri e resi schiavi un numero maggiore di più alti dignitari.

## Conseguenze
Lucullo incoraggiato da questa vittoria, era deciso ad avanzare ulteriormente verso l'interno e sottomettere l'intero regno armeno. Ma, contrariamente a quanto ci si poteva attendere, il clima di quel paese nel periodo dell'equinozio d'autunno, era già molto rigido, tanto che alcuni territori risultavano già interamente coperti di neve, e anche quando il cielo era limpido si vedevano i campi cosparsi di brina e ghiaccio ovunque. Ciò generava un grande disagio non solo nelle truppe per il freddo pungente, ma anche ai cavalli che avevano difficoltà ad abbeverarsi e nell'attraversare i fiumi ghiacciati. Vi è da aggiungere che gran parte di quei territori erano ricoperti da fitte foreste, con gole strette, e zone paludose, tanto che i legionari romani si trovavano costantemente a disagio per essere quasi sempre o bagnati o coperti di neve, durante tutta la loro marcia, trascorrendo anche le notti in luoghi estremamente umidi. Di conseguenza, cominciarono a lamentarsi delle continue difficoltà che incontravano giornalmente, prima inviando al proconsole delegazioni affinché desistesse da questa nuova impresa militare in un periodo tanto freddo, poi, non ricevendo adeguate risposte, tenendo tumultuose assemblee, fino a ribellarsi apertamente agli ordini del loro comandante.
Lucullo fu così costretto a tornare indietro, sebbene avesse tentato in ogni modo di convincere le sue truppe, anche raccontando loro che si trattava della Cartagine d'Armenia, proprio perché a suo tempo era stata fondata grazie ai consigli dell'eterno rivale di Roma, Annibale. E così tornò ad attraversare il Taurus e, questa volta, discese nel paese chiamato Migdonia, il cui territorio è fertile e soleggiato, e contiene un grande e popolosa città chiamata Nisibis (strappata dagli Armeni ai Parti).